# Again (榊原ゆいの曲)
「Again」（アゲイン）は、榊原ゆいの6作目のシングル。2006年10月25日にリリースされた。発売元はスターチャイルド、販売元はキングレコード。
表題曲はテレビアニメ『乙女はお姉さまに恋してる』の挿入歌、カップリング曲の「Beautiful day」は同アニメのエンディングテーマになっている。

## 収録内容
CD
1. Again [5:28]
  - 作詞・作曲：榊原ゆい、編曲：宅見将典

2. Beautiful day [3:52]
  - 作詞：榊原ゆい、作曲・編曲：神楽坂直樹

3. Again（Off Vocal Version）
4. Beautiful day（Off Vocal Version）